# Leptophoxus falcatus
Leptophoxus falcatus är en kräftdjursart som beskrevs av Sars 1883. Leptophoxus falcatus ingår i släktet Leptophoxus och familjen Phoxocephalidae. Arten är reproducerande i Sverige.

## Underarter
Arten delas in i följande underarter:
- L. f. falcatus
- L. f. icelus